# جاكي ميلبورن (لاعب كرة قدم)
جاكي ميلبورن (بالإنجليزية: Jackie Milburn)‏ (15 سبتمبر 1920 في المملكة المتحدة - 18 مايو 2006 في المملكة المتحدة) هو لاعب كرة قدم بريطاني (وحمل سابقاً جنسية المملكة المتحدة لبريطانيا العظمى وأيرلندا) في مركز جناح ‏. لعب مع تشيلسي ونيوكاسل يونايتد وStanley United F.C. ‏ وكروك تاون ‏ ونادي ويلينجتون.